# جان هنسون
جان هنسون (انگلیسی: John Henson؛ زادهٔ ۱۱ ژوئیهٔ ۱۹۶۷) یک هنرپیشه، و مجری اهل ایالات متحده آمریکا است. وی از سال ۱۹۹۳ میلادی تاکنون مشغول فعالیت بوده‌است.